# Zygiella
Zygiella is een geslacht van spinnen uit de familie Phonognathidae. De wetenschappelijke naam van het geslacht werd in 1902 voorgesteld door Frederick Octavius Pickard-Cambridge.

## Soorten
Het geslacht omvat de volgende soorten:
- Zygiella atrica (C. L. Koch, 1845) – Struiksectorspin
- Zygiella calyptrata (Workman & Workman, 1894)
- Zygiella carpenteri Archer, 1951
- Zygiella dispar (Kulczyński, 1885)
- Zygiella hiramatsui Tanikawa, 2017
- Zygiella keyserlingi (Ausserer, 1871)
- Zygiella kirgisica Bakhvalov, 1974
- Zygiella minima Schmidt, 1968
- Zygiella montana (C.L. Koch, 1834)
- Zygiella nearctica Gertsch, 1964
- Zygiella x-notata (Clerck, 1757) – Venstersectorspin